# جيسيكا فرنانديز
جيسيكا فرنانديز (بالإسبانية: Jessica Fernández)‏ هي لاعب كرة مضرب مكسيكية، ولدت في 19 يوليو 1979.

## روابط خارجية
- جيسيكا فرنانديز على موقع رابطة محترفات التنس (الإنجليزية)
- جيسيكا فرنانديز على موقع الاتحاد الدولي لكرة المضرب (الإنجليزية)
- جيسيكا فرنانديز على موقع كأس بيلي جين كينغ (الإنجليزية)
- جيسيكا فرنانديز على موقع خلاصة التنس.كوم (الإنجليزية)